# Tysk-österrikiska backhopparveckan 1995/1996
Tysk-österrikiska backhopparveckan 1995/96 ingick i backhoppningsvärldscupen 1995/1996. 
Man hoppade i Oberstdorf den 30 december 1995, den 1 januari 1996 hoppade man i Garmisch-Partenkirchen och den 4 januari 1996 hoppade man i Innsbruck. Sista deltävlingen i Bischofshofen hoppades den 6 januari 1996.

## Oberstdorf
- Datum: 30 december 1995
- Land:  Tyskland
- Backe: Schattenbergschanze

| Placering | Hoppare                  | Land      | Poäng |
| --------- | ------------------------ | --------- | ----- |
| 01        | Mika Laitinen            | Finland   | 247,9 |
| 02        | Jens Weissflog           | Tyskland  | 244,2 |
| 03        | Masahiko Harada          | Japan     | 236,4 |
| 04        | Eirik Halvorsen          | Norge     | 227,3 |
| 05        | Ari-Pekka Nikkola        | Finland   | 221,1 |
| 06        | Janne Ahonen             | Finland   | 215,7 |
| 07        | Christof Duffner         | Tyskland  | 214,2 |
| 08        | Hiroya Saitō             | Japan     | 213,4 |
| 08        | Jani Soininen            | Finland   | 213,4 |
| 010       | Reinhard Schwarzenberger | Österrike | 213,3 |

## Garmisch-Partenkirchen
- Datum: 1 januari 1996
- Land:  Tyskland
- Backe: Große Olympiaschanze

| Placering | Hoppare                  | Land      | Poäng |
| --------- | ------------------------ | --------- | ----- |
| 01        | Reinhard Schwarzenberger | Österrike | 228,6 |
| 02        | Espen Bredesen           | Norge     | 227,3 |
| 03        | Jens Weissflog           | Tyskland  | 226,0 |
| 04        | Andreas Goldberger       | Österrike | 225,9 |
| 05        | Janne Ahonen             | Finland   | 224,4 |
| 06        | Ari-Pekka Nikkola        | Finland   | 224,1 |
| 07        | Jin'ya Nishikata         | Japan     | 223,8 |
| 08        | Eirik Halvorsen          | Norge     | 222,0 |
| 09        | Martin Höllwarth         | Österrike | 221,7 |
| 010       | Masahiko Harada          | Japan     | 221,6 |

## Innsbruck
- Datum: 4 januari 1996
- Land:  Österrike
- Backe: Bergiselschanze

| Placering | Hoppare            | Land      | Poäng |
| --------- | ------------------ | --------- | ----- |
| 01        | Andreas Goldberger | Österrike | 238,8 |
| 02        | Jens Weissflog     | Tyskland  | 230,9 |
| 03        | Hiroya Saitō       | Japan     | 229,5 |
| 04        | Jin’ya Nishikata   | Japan     | 228,8 |
| 05        | Ari-Pekka Nikkola  | Finland   | 228,6 |
| 06        | Christof Duffner   | Tyskland  | 226,3 |
| 07        | Jani Soininen      | Finland   | 217,8 |
| 08        | Primož Peterka     | Slovenien | 216,9 |
| 09        | Noriaki Kasai      | Japan     | 216,8 |
| 010       | Espen Bredesen     | Norge     | 215,9 |

## Bischofshofen
- Datum: 6 januari 1996
- Land:  Österrike
- Backe: Paul-Ausserleitner-Schanze

| Placering | Hoppare                  | Land      | Poäng |
| --------- | ------------------------ | --------- | ----- |
| 01        | Jens Weissflog           | Tyskland  | 251,2 |
| 02        | Espen Bredesen           | Norge     | 237,2 |
| 03        | Ari-Pekka Nikkola        | Finland   | 235,9 |
| 04        | Reinhard Schwarzenberger | Österrike | 226,1 |
| 05        | Andreas Goldberger       | Österrike | 225,7 |
| 06        | Kenji Suda               | Japan     | 223,5 |
| 07        | Janne Ahonen             | Finland   | 223,3 |
| 08        | Hiroya Saitō             | Japan     | 222,0 |
| 09        | Primož Peterka           | Slovenien | 218,7 |
| 010       | Christof Duffner         | Tyskland  | 214,3 |

## Slutställning
| Placering | Hoppare                  | Land      | Poäng |
| --------- | ------------------------ | --------- | ----- |
| 01        | Jens Weissflog           | Tyskland  | 952,3 |
| 02        | Ari-Pekka Nikkola        | Finland   | 909,7 |
| 03        | Reinhard Schwarzenberger | Österrike | 882,1 |
| 04        | Hiroya Saitō             | Japan     | 881,9 |
| 05        | Christof Duffner         | Tyskland  | 872,9 |
| 06        | Janne Ahonen             | Finland   | 869,1 |
| 07        | Andreas Goldberger       | Österrike | 859,6 |
| 08        | Jin’ya Nishikata         | Japan     | 845,2 |
| 09        | Jani Soininen            | Finland   | 841,1 |
| 010       | Noriaki Kasai            | Japan     | 838,9 |